# انفلوراژ
انفلوراژ (به انگلیسی: Enfleurage) فرآیندی است که در آن از چربی‌های بدون بو، که در دمای اتاق جامد هستند، برای استخراج ترکیبات معطر مانند روغن‌های فرار گیاهان استفاده می‌کنند. این فرایند می‌تواند "انفلوراژ سرد" یا "انفلوراژ گرم" باشد.

## شیوه
به‌طور کلی دو شیوه برای انفلوراژ وجود دارد:
- در انفلوراژ سرد، یک صفحه شیشه‌ای با قاب بزرگ، به نام شاسی، با لایه‌ای از چربی حیوانی، معمولاً گوشت خوک یا پیه (از گوشت گاو) آغشته می‌شود و اجازه می‌دهند تا سفت شود. سپس مواد گیاهی، معمولاً گلبرگ‌ها یا گل‌های کامل، روی چربی قرار می‌گیرند و عطر آن در طول ۱ تا ۳ روز در چربی پخش می‌شود. سپس این فرایند با جایگزینی مواد گیاهی مصرف شده با مواد تازه تکرار می‌شود تا زمانی که رایحه چربی به غلظت مطلوب برسد. این روش در جنوب فرانسه در قرن هجدهم برای تولید عصاره‌هایی با عیار بالا توسعه یافت.
- در انفلوراژ گرم، چربی‌های جامد حرارت داده می‌شوند و مواد گیاهی با چربی مخلوط می‌شوند. مواد گیاهی مصرف شده به‌طور مکرر از چربی خارج می‌شوند و با مواد تازه جایگزین می‌شوند تا زمانی که رایحه چربی به غلظت مطلوب برسد. این روش قدیمی‌ترین روش شناخته شده برای حفظ رایحه مواد معطر گیاهی در نظر گرفته می‌شود.

در هر دو شیوه، هنگامی که چربی با رایحه اشباع شد، آن را "روغن معطر انفلوراژ" می‌نامند. این روغن یا همان‌طور که بود فروخته می‌شد یا می‌توان آن را با الکل اتیل مخلوط کرد تا مولکول‌های معطر توسط الکل جذب شوند. سپس الکل از چربی جدا می‌شد و اجازه داده می‌شد تا تبخیر شود و عصاره خالص عطر باقی بماند. چربی باقیمانده معمولاً برای تهیه صابون استفاده می‌شد زیرا هنوز نسبتاً معطر بود

## روش‌های دیگر استخراج رایحه
انفلوراژ یکی از قدیمی‌ترین شیوه‌های عطرسازی است. همچنین بسیار ناکارآمد و پرهزینه است، اما تنها روش استخراج ترکیبات معطر در گل‌های ظریفی مانند یاس و گل سرخ می‌باشد که در اثر دماهای بالا مورد نیاز با روش‌های استخراج عطر مانند تقطیر با بخار، از بین می‌روند یا دناتوره می‌شوند. این روش اکنون با تکنیک‌های کارآمدتر مانند استخراج با حلال یا استخراج سیال فوق بحرانی با استفاده از دی‌اکسید کربن(CO2) یا گازهای فشرده مشابه جایگزین شده است.